# Vicia lunata
Vicia lunata är en ärtväxtart som först beskrevs av Pierre Edmond Boissier och Benedict Balansa, och fick sitt nu gällande namn av Pierre Edmond Boissier. Vicia lunata ingår i släktet vickrar, och familjen ärtväxter. Inga underarter finns listade i Catalogue of Life.